# 孟子坤
孟子坤，出生于中国黑龙江牡丹江，现居住于北京的男歌手，2017年参加腾讯视频音乐偶像养成类节目《明日之子》，为盛世魔音赛道选手，通过节目推出个人厂牌——Ds-鐽。

## 早年经历
2016年10月20日，参加北京现代艺术传媒教育集团田径运动会，与刘青云、方亚林、徐唯赫获得男子4X100米接力第二名，而他个人则获得男子100米第二名
。

## 演艺经历

### 歌唱事业
2017年5月，参加由IMA香港国际音乐家协会举办的“香港国际声乐公开赛”，获得一等奖;同年，参加腾讯视频音乐偶像养成类节目《明日之子》的比赛，最终止步5强。

### 综艺
2017年6月，孟子坤参加《明日之子8点见》。
2017年8月，孟子坤参加《明日之子侃侃看》，介绍自己的校园生活和日常生活。
2020年8月，孟子坤參加《中國新說唱2020》，加入張靚穎戰隊。

## 賽事
| 播出时间 | 赛事           | 歌曲                 | 原唱     | 结果                           | 网址      | 备注               |
| -------- | -------------- | -------------------- | -------- | ------------------------------ | --------- | ------------------ |
| 6月24日  | 明日之子第3期  | 《流浪记》           | 巴奈     | 待定后晋级                     | [ 影 1 ]  |                    |
| 7月15日  | 明日之子第6期  | 《流着泪说分手》     | 金志文   | 晋级前13强                     | [ 影 2 ]  |                    |
| 7月29日  | 明日之子第7期  | 《泡沫》             | 邓紫棋   | 晋级前11强                     | [ 影 3 ]  |                    |
| 8月5日   | 明日之子第8期  | 《你还要我怎样》     | 薛之谦   | 晋级前9强(开创个人厂牌“Ds-鐽”) | [ 影 4 ]  |                    |
| 8月12日  | 明日之子第9期  | 《无畏》             | 黑豹乐队 | 晋级前8强                      | [ 影 5 ]  |                    |
| 8月19日  | 明日之子第10期 | 《再也没有》         | Ryan.B   | 晋级前7强                      | [ 影 6 ]  |                    |
| 8月26日  | 明日之子第11期 | 《If You》（中文版） | Bigbang  | 晋级前6强                      | [ 影 7 ]  | 歌词作者：Xtina    |
| 9月2日   | 明日之子第12期 | 《你就不要想起我》   | 田馥甄   | 晋级前5强                      | [ 影 8 ]  | 华晨宇帮唱         |
| 9月2日   | 明日之子第12期 | 《红尘客栈》         | 周杰伦   | 晋级前5强                      | [ 影 8 ]  | 与赵天宇合唱       |
| 9月9日   | 明日之子第13期 | 《午夜前的十分钟》   | 莫文蔚   | 淘汰，个人厂牌“Ds-鐽”停牌      | [ 影 9 ]  | 苏运莹帮唱         |
| 9月9日   | 明日之子第13期 | 《十二月的奇迹》     | EXO      | 淘汰，个人厂牌“Ds-鐽”停牌      | [ 影 9 ]  |                    |
| 9月9日   | 明日之子第13期 | 《时间轴》           | 赵浴辰   | 淘汰，个人厂牌“Ds-鐽”停牌      | [ 影 9 ]  |                    |
| 9月23日  | 明日之子第15期 | 原创《初恋薛凯琪》   | 陈萝莉   | 个人厂牌“Ds-鐽”复牌            | [ 影 10 ] | 与陈萝莉助阵赵天宇 |

## 音樂作品
- 由明日之子13强选手合唱同名主题曲《明日之子》[5]。

- 大陸電視劇《烈火如歌》插曲《晚楓歌》

大陸電視劇《長安諾》插曲《髮如霜》
- 原创歌曲《Tell Me Why》《π》《Fake Dream》《With Me》《曰》《Cause I》《Trapped In The Love》《Black And Blue》等

- 和旋律饒舌歌手李佳隆合作曲《世界末日》

## 个人奖项
| 年份 | 獎項                                                 | 獎項                     |
| ---- | ---------------------------------------------------- | ------------------------ |
| 2017 | 明日之子—2017微博MVP。                               | 微博个人能量值达到1189万 |
| 2017 | vivo X20 2017网易年度态度大赏—年度最有态度人气唱将。 |                          |

## 外部連結
- 孟子坤_的新浪微博（简体中文）
- 孟子坤后援会官博_的新浪微博（简体中文）